# 中东铁路管理局局长官邸旧址
中东铁路管理局局长官邸旧址是黑龙江省哈尔滨市的一座历史建筑，位于南岗区红军街38号。

## 历史
中东铁路管理局局长官邸旧址由俄国人建于1920年。2007年9月30日，成为哈尔滨市文物保护单位。